# 南ユーカリが丘
南ユーカリが丘（みなみユーカリがおか）は、千葉県佐倉市の地名。郵便番号285-0859。住居表示未実施地域。

## 地理
北はユーカリが丘、東は上座、南から西は上志津、北西は上座に隣接している。

## 世帯数と人口
2017年（平成29年）10月31日現在の世帯数と人口は以下の通りである。
| 大字           | 世帯数    | 人口    |
| -------------- | --------- | ------- |
| 南ユーカリが丘 | 1,007世帯 | 2,457人 |

## 小・中学校の学区
市立小・中学校に通う場合、学区は以下の通りとなる。
| 地域   | 小学校               | 中学校             |
| ------ | -------------------- | ------------------ |
| 1～10  | 佐倉市立志津小学校   | 佐倉市立志津中学校 |
| 11～35 | 佐倉市立上志津小学校 | 佐倉市立志津中学校 |

## 施設
- 南ユーカリが丘自治会館
- 遠間作公園

## 交通

### 鉄道
地内に鉄道駅はない。ユーカリが丘にある京成本線ユーカリが丘駅が近隣となる。